# The Stars and Stripes
The Stars and Stripes è un cortometraggio del 1910 diretto da J. Searle Dawley.

## Produzione
Il film fu prodotto dall'Edison Manufacturing Company.

## Distribuzione
Distribuito dalla General Film Company, il film uscì nelle sale statunitensi il 1º luglio 1910.